# Lista de prefeitos de Rio do Fogo
Esta é a lista de prefeitos de Rio do Fogo, município brasileiro do estado do Rio Grande do Norte.
Todos os ex-prefeitos do município estão vivos.
| Nº | Prefeito (Nascimento–Falecimento)                                   | Partido | Início de mandato     | Fim de mandato         | Vice-prefeito                            | Observações                     |
| -- | ------------------------------------------------------------------- | ------- | --------------------- | ---------------------- | ---------------------------------------- | ------------------------------- |
| 1  | Túlio Antônio de Paiva Fagundes (data de nascimento não encontrada) | PMN     | 1º de janeiro de 1997 | 31 de dezembro de 2004 | não encontrado                           | Prefeito e vice eleitos         |
| 1  | Túlio Antônio de Paiva Fagundes (data de nascimento não encontrada) | PFL     | 1º de janeiro de 1997 | 31 de dezembro de 2004 | não encontrado                           | Prefeito e vice reeleitos       |
| 2  | Francisco das Chagas Cruz (Maxaranguape, 05.04.1963)                | PFL     | 1º de janeiro de 2005 | 31 de dezembro de 2008 | Manoel Lourenço Ferreira                 | Prefeito e vice eleitos         |
| 3  | Egídio Dantas de Medeiros Filho (Natal, 04.11.1954)                 | PMDB    | 1º de janeiro de 2009 | 31 de dezembro de 2012 | Damião Gomes da Silva                    | Prefeito e vice eleitos         |
| 4  | Laerte Ney de Paiva Fagundes (Natal, 22.06.1976)                    | DEM     | 1º de janeiro de 2013 | 31 de dezembro de 2020 | Gilmar Gomes de Miranda                  | Prefeito e vice eleitos         |
| 4  | Laerte Ney de Paiva Fagundes (Natal, 22.06.1976)                    | DEM     | 1º de janeiro de 2013 | 31 de dezembro de 2020 | Gilmar Gomes de Miranda                  | Prefeito e vice reeleitos       |
| 5  | Márcio Luiz Pereira Barbosa (Maxaranguape, 01.01.1976)              | DEM     | 1º de janeiro de 2021 | até a atualidade       | Túlio Antônio de Paiva Fagundes Filho    | Prefeito e vice eleitos         |
| 5  | Márcio Luiz Pereira Barbosa (Maxaranguape, 01.01.1976)              | PSD     | 1º de janeiro de 2021 | até a atualidade       | Shirllene Maia de Freitas Paiva Fagundes | Prefeito reeleito e vice eleita |